# Имеровигли
Имеровигли, Меровингли (греч. το Ημεροβίγλι ή Μεροβίγγλι) — гора в Греции, высочайшая вершина на острове Отони. Расположена в 2 километрах к северо-западу от деревни Амос. Высота 393 м над уровнем моря.